# Icoană

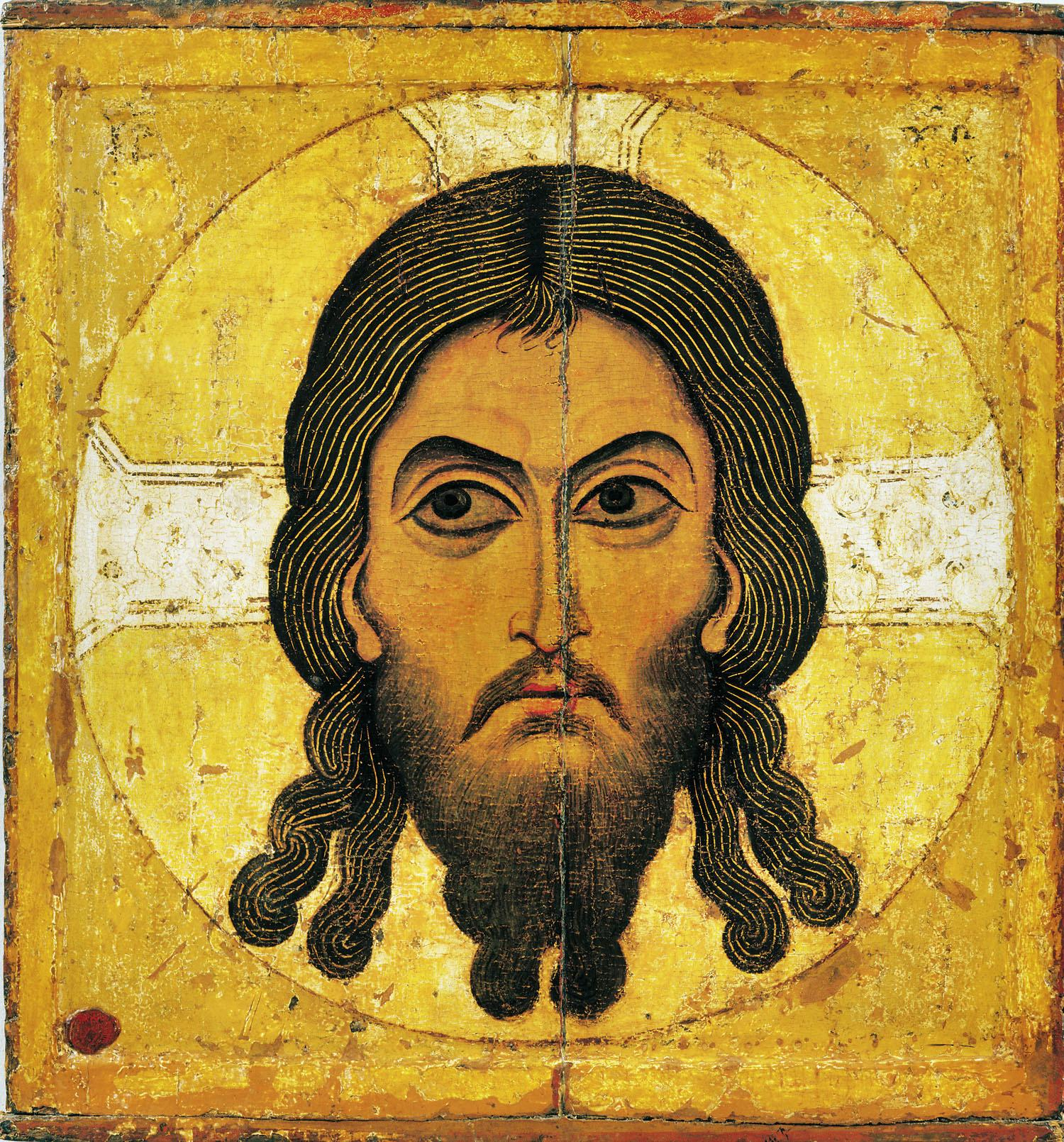
Icoană rusească, anul 1100, Școala din Kiev.

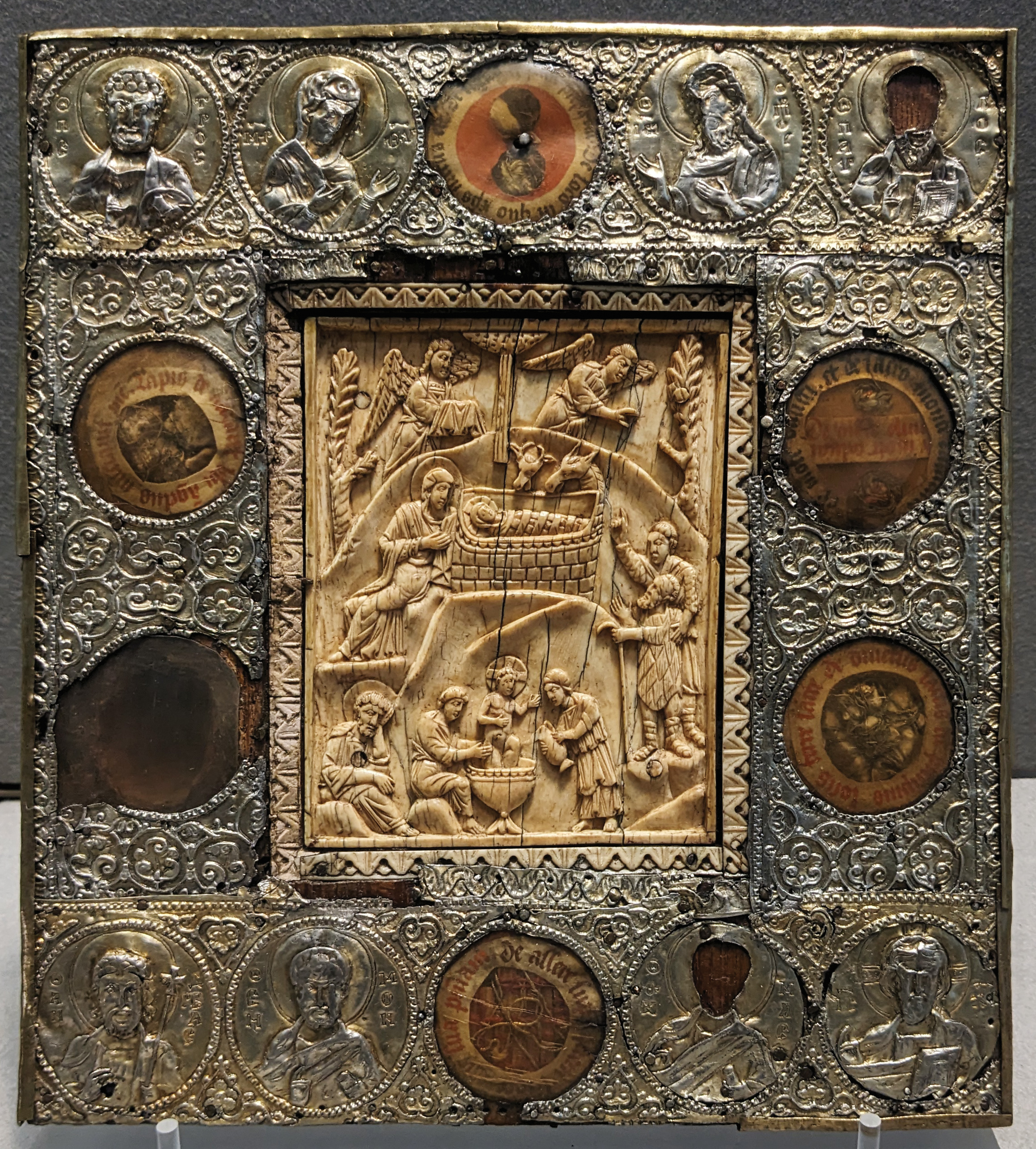
Icoană bizantină din sec. XII (fildeș și metal, Muzeul Luvru, Paris).

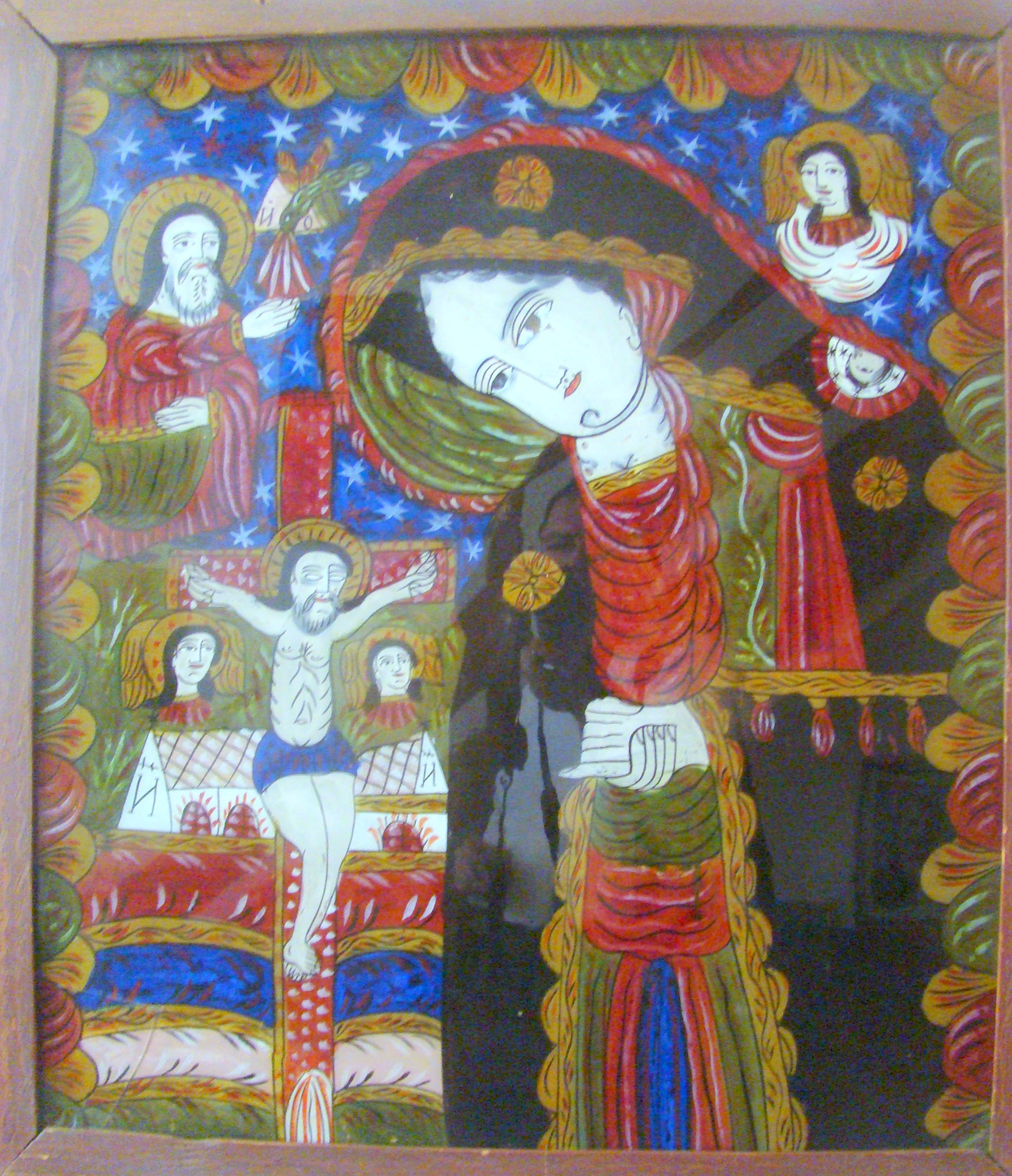
Icoană pe sticlă transilvăneană din sec. XIX (Muzeul icoanelor din Sibiel).

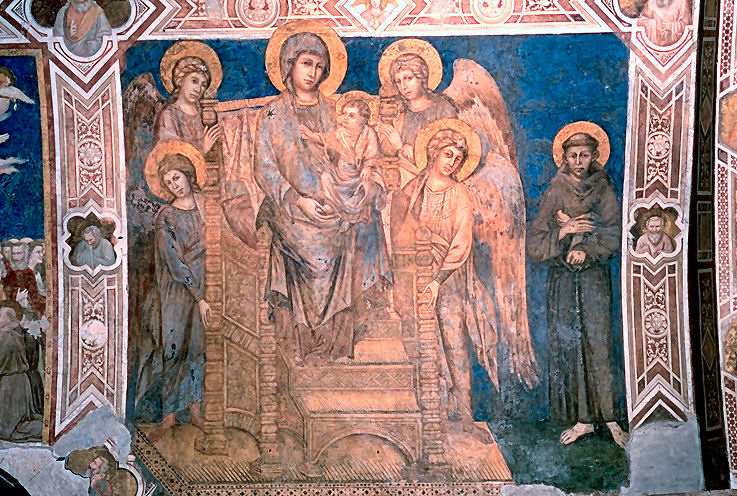
Cimabue, Maestà di Assisi, icoană catolică cu Maica Domnului, pictură gotică (sec. al XIII-lea)

Sfinții Trei Ierarhi, autor anonim, Muzeul din Sighet

Icoana este o imagine plastică, artistică sau artizanală a unor ipostaze sau acțiuni ale divinității sau a unor sfinți sau zeități de rang secundar, fiind deci considerată sacră (în special în cadrul religiei creștine ortodoxe). Este expusă atât în lăcașurile de cult, dar și în locuințele credincioșilor, uneori și în alte edificii cu scopul de a evoca divinitatea.

## Etimologie
Cuvântul provine din grecescul εικóνα, ikóna („imagine”, „figură”, în contradicție cu εíδωλο, ídolo — imagine înșelătoare, de vis).

## Origini
Încă de la începutul creștinismului s-au realizat picturi care reprezentau pe Iisus, Fecioara Maria, sfinții, îngerii sau crucea.
Primele relatări despre icoane provin de la scriitorul croat medieval Aelius Lampridius Cervinus (1460–1521), care, în Istoria Augustă, se referea la împăratul roman Alexandru Severus (222–235). Împăratul deținea un fel de capelă, lăcaș de venerare a imaginilor strămoșilor decedați, iar printre acestea se aflau și figura lui Apollonius din Tyana, Orfeu, Avraam și chiar Iisus Hristos.

## Acheiropoieta
Sinaxarul zilei 16 august relatează apariția primei icoane nefăcute de mână omenească sub titlul "Povestire despre chipul Domnului nostru Iisus Hristos cel nefăcut de mînă și despre aducerea lui de la Edesa în Constantinopol".  

## Clasificare
În funcție de subiectul reprezentat, icoanele pot fi clasificate după următoarele criterii:
- Icoane dogmatice: Iisus Hristos Ușa (In. 10, 9), Iisus Hristos Învățător (Mt. 23, 8, 10), Pantocrator, Maica Domnului Platytera, Sfinții Îngeri, Sfinții Evangheliști, prorocii, Parusia;
- Icoane praznicale: Cele 12 Praznice Împărătești, Învierea lui Lazăr, Răstignirea, Femeile Mironosițe, Sf. Ap. Petru și Ioan la Mormânt, Încredințarea lui Toma;
- Icoane liturgice: Dumnezeiasca Liturghie, Împărtășirea Apostolilor, Sfinții Ierarhi.

## Școli iconografice

### Rusia
- Novgorod
- Pskov
- Yaroslav
- Vladimir-Suzdal
- Moscova
- Palekh
- Stroganov

### România
- Țara Românească

- Transilvania - Icoana pe sticlă, Icoanele pe sticlă de la Nicula

- Moldova